# Едвард Саид
Едвард Вади Саид (Јерусалим, 1. новембар 1935 — Њујорк, 25. септембар 2003) био је професор енглескe и компаративне књижевности на Универзитету Колумбија, књижевни теоретичар и интелектуалац. Био је један од оснивача критичко-теоретске области постколонијализма. Рођен је као палестински Арапин у Јерусалиму у Палестини, а по оцу је Американац. Био је заговорник политичких и људских права Палестинаца, а новинар Роберт Фиск описао га је као „најмоћнији политички глас Палестинаца".
Културни критичар, академик и писац, Саид је најпознатији по књизи Оријентализам (1978), анализи културних симбола на којима се темељи оријентализам. Термин је касније редефинисан и данас означава западњачко проучавање источњачке културе, односно, начин на који Запад види и представља Исток. Он је тврдио да је оријенталне студије и даље везана за империјалистичка друштва која је произвела, што чини већи део посла инхерентно политичким, покорним власти, па самим тим интелектуално сумњив. Оријентализам је заснован на Саидовом познавању колонијалне књижевности, књижевне теорије и постструктуралистичке теорије. Оријентализам, и његови остали радови тематски су повезани, показали су се утицајним у области хуманистичких наука, посебно у књижевној теорији и критици. Оријентализам се показао посебно утицајан на подручју Блискоисточних студија, о томе како они испитују, описују и дефинишу културе на Блиском истоку. Ипак, неки стручшаци се не слажу са тезом Саидовог Оријентализма, пре свега англо-амерички оријенталиста Бернард Луис.
Као јавни интелектуалац, Саид је расправљао о савременој политици и култури, књижевности и музици у књигама, предавањима и чланцима. Осврћући се на своје породично искуство палестинских хришћана на Блиском истоку у време оснивања Израела 1948. године, Саид се залагао за оснивање палестинске државе, за равноправна политичка и људска права Палестинаца у Израелу, укључујући и право на повратак и за повећање америчког политичког притиска на Израел да признају и поштују установљена права. Осим тога, он је критиковао политику и културну политику у арапским и муслиманским режимима који су радили против интереса сопственог народа. Интелектуално активан све до последњих месеци свог живота. Умро је од леукемије крајем 2003. године.

## Биографија

### Детињство и младост
Едвард Саид је рођен 1. новембра 1935, од мајке Хилде Саид и њеног супруга, бизнисмена Вадие Саида, у Јерусалиму за време британског мандата над Палестином (1920-48). Едвардов отац је био Палестинац који је служио у америчкој компоненти савезничких експедиционих снага (1917—19), којом је командовао генерал Џон Џ. Першинг, у Првом светском рату; Вадиа Саид и његова породица су добили држављанство САД због служења војног рока, и након стицања држављанства сели се у Кливленд до повратка у Палестину 1920. године. Отац његове мајке Хилде, која је рођена у Назарету, био је Палестинац, а мајка Либанка. После рата, 1919. године, Вадиа Саид преселио се у Каиро где почиње канцеларијски посао са рођаком. Иако су његови родитељи били припадници јерусалемитске православне цркве, Едвард је био агностик. Имао је четири млађе сестре.

### У школи
Саид је описао своје детињство као живот „између светова“, светова Каира и Јерусалима, док му је било дванаест. Током 1947, похађа школу у англиканској цркви светог Ђорђа у Јерусалиму, о којем искуству говори:
| „ | Са неочекиваним арапским презименом као што је „Саид“, повезано са британским именом (моја мајка се много дивила принцу од Велса (Едвард VIII) у 1935, години мог рођења), био сам непријатна аномалија као ученик све време кроз моје ране године: Палестинац који похађа школу у Египту, са енглеским именом, америчким пасошем, и без одређеног идентитета, уопште. Да ствари буду горе, арапски, мој матерњи језик, а енглески, мој језик образовања, били су нераскидиво помешани: Ја никада нисам знао који је био мој први језик, и ни у једном се нисам осећао потпуно слободним, мада сањам у оба. Сваки пут када говорим енглеску реченицу, ја чујем одјек на арапском, и обрнуто. | ” |

У касним 1940-им, у даљем образовању наводи се похађање египатског огранка Викторијиног Колеџа (ВК), где је један друг из разреда био Омар Шариф који је упамћен као садистички и физички злостављач; остале колеге укључују и краља Хусеина од Јордана, као и египтске, сиријске, јорданске, и саудијских дечаке чија је академска каријера напредовала у правцу да постану министри, премијери, и водећи привредници својих земаља. У том колонијалном времену, школа Викторијиног Колеџа образовала је одабране арапске и левантске момке да постану англицизована владајућа класа, који ће, у догледно време, да владају својим земљама, након британске деколонизације. Викторија Колеџ је била последња школа коју је Едвард Саид похађао одласка у САД:
| „ | Тренутак када неко постане студент на ВК, он је добија студентски приручник, низ прописа који регулишу све аспекте школског живота, униформу коју бисмо носили, опрему потребну за спорт, датуме школских празника, аутобуски распоред, и тако даље. Али прво правило школе, украшено на предњој страни приручника, гласи: „Енглески је језик у школи, ученици ухваћени да говоре другим језиком ће бити кажњени“. Ипак, није било оних са енглеским као матерњим међу ученицима. Док су предавачи били Британци, ми смо били шарена посада Арапа из свих крајева, Јермени, Грци, Италијани, Јевреји, и Турци, од којих су сви имали матерњи језик који је школа изричито забранила. Ипак сви, или готово сви, смо говорили арапски - многи су говорили арапски и француски - тако да смо били у могућности да прибегнемо заједничком језику, упркос ономе што смо доживљавали као неправедно колонијално ограничење. | ” |

### Образовање у Америци
Саид се показао као проблематичан студент, био је избачен из Викторија Колеџа 1951. и завршио је у школи Нортфилд Моунт Хермон у Масачусетсу, интернатској школи где се социјална елита припремала за колеџ и где је провео мизерне године осећајући се игубљено. Ипак, он се истакао као академац и био је први или други у класи од сто шездесет ученика. У ретроспективи, Саид је рекао да то што је послат далеко од блискоисточне средине била родитељска одлука у умногоме су утицали „изгледи неукорењених људи, попут нас, су тако неизвесни да би било најбоље да ме пошаљу што даље могуће“. Он је дипломирао на Универзитету Принстон (1957), а затим магистрирао (1960) и докторирао (1964), енглеску књижевност, на универзитету Харвард.

### Академска каријера
Године 1963., Саид се придружио на Колумбија Унивезитету као члан факултета на одсеку за енглески језик и одељења за упоредну књижевност, где је предавао и радио до 2003. (када је постао професор тамо у 1991.), у току тог мандата, Барак Обама је био један од његових ученика на колеџу Колумбија. Године 1974, био је гостујући професор компаративне књижевности на колеџу Харвард, у периоду 1975-76 био је сарадник Центра за напредне студије у понашању наука, на Универзитету Станфорд, 1977, био је ванредни професор енглеског и компаративне књижевност на Универзитет Колумбија, а потом је био професор хуманистичке Фондације Стари Доминион, и, у 1979, он је био гостујући професор хуманистике на Џонс Хопкинс Универзитету. Након добијања мандата у Колумбији, рекао да ће такође наставити да предаје на Универзитету Јејл.

### Тврдње о биографској неискрености према Јустусу Вајнеру
Јустус Рид Вајнер, амерички адвокат и становник научник у Јерусалемском центру за односе са јавношћу, тврди да је Саид био непоштен о својој биографији о детињству. У чланку Моја дивна стара кућа и друге измишљотине по Едварду Саиду, објављен у часопису „Коментар“ 1999, Вајнер тврди да је Саид лагао када је рекао:„Ја сам рођен у Јерусалиму, и провео већину мојих годинама тамо; и, после 1948, када су сви чланови моје породице постали избеглице, у Египту“. Упркос томе што је признао да је Едвард Саид рођен у Јерусалиму (Палестина), Вајнер је известио да је у крштеници Едварда Саида наведен Каиро (Египат) као адреса становања за Саид породицу, да дечак Едвард није живео у раном детињству у Јерусалиму са својом породицом, већ у Каиру, а да он није био редован ученик у школи Светог Ђорђа, у Јерусалиму, јер регистар школе није садржао евиденцију његовог уписа у школу.
Вајнеров чланак одмах је подлегао под критикама (Гардијан позивајући се на њега као „жесток напад ... у малог десничарског часописа“), и рекао да Саида је бране новинари и историчари. У чланку у Противудар, Александар Кокбурн и Џефри Клер известили су да је Вајнер намерно фалсификовао биографски запис како би нападао Саида. Као доказе, новинари су представили интервју за Хејг Бојаџијан, да је Вајнеру експлицитно рекао да је био шолски друг Едварда Саида у школи Светог Ђорђа, у Јерусалиму, а чињеница је изостављена из Вајнерове биографије Саида.
У часопису Нација, Кристофер Хиченс описује Вајнеров чланак као рад „изузетно киван и лажљив“, и објавио да су школски другови и наставници потврдио да је Едвард Саид био студент у школи Светог Ђорђа. У The New York Review of Books, историчар Амос Елон, назива Вајнеров чланак „критички“, и оптужио га за вођење „личне“ прљаве кампае против Едварда Саида, и да Вајнер није успео да оповргне да је, у зиму 1947-48, када је Арапска лига прогласила 1948. Арапско-израелски рат, да се Саидова породица преселила из Талбија, предграђа Јерусалима, и вратила се у Каиро:„[Саид] и његова породица тражи уточиште од рата изван Палестине, као и стотине хиљада других Палестинаца у то време. Чињеница остаје, да убрзо после тога, имовина породице у Јерусалиму бива конфискована. Саид и његова породица постали политичке избеглице као резултат одбијања израелске владе да им дозволи да се врате у земљу свог рођења“.
У одговору, Јустус Вајнер оптужује Елона за интелектуално непоштење и оптужује Хиченса да је направио од себе „плакат дечак Палестине“. На Хиченсову критику да он није чак ни интервјуисао Саида, Вајнер је одговорио да су три године истраживања учиниле непотребним да интервјуише човека о његовом детињству у британској Палестини, и рекао, у вези са Саидовим школским данима на Блиском истоку: „доказ је постало толико велики. То више није био проблем неслагање. То је била провалија. Није било сврхе да га назове и каже: ‘Ти си лажов, ти си преварант‘“.
Сам Саид, у одговору који је објављен у Al-Ahram Weekly и Противудар, рекао је да је Вајнеров чланак трећи такав напад који је био објављен у Коментар, а да перспектива аутора само производи „клевете и неистине“ и да је кредибилитет чланака је био „поткопан десетином грешака и чињеница“.

## Критика

### Књижевна критика
Саидова прва књига, Џозеф Конрад и Фикција аутобиографије (1966), проширена је у докторској дисертацији. У књизи Едвард Саид: Критика и друштво (2010), Абд ал Рахман Хусејн је рекао да новела Срце таме (1899), од Џозефа Конрада, представља књигу која чини темељ Саидове целекупне каријере и пројекта. Након тога, Саид уређује идеје прикупљене из дела филозофа из 17. века Жамбатиста Викоа, и других интелектуалаца, у књизи Почеци: Намера и метод (1974), о теоријским основама књижевне критике. Даља Саидова библиографска продукција садржи књиге, као што су Свет, текст и критичар (1983), Национализам, колонијализам, и књижевност: Јејтс и деколонизација (1988), Култура и империјализам (1993), Представе интелектуалну: 1993. Рајт Предавања (1994), Хуманизам и демократска критика (2004), и Закаснели Стил (2006).
Попут својих постмодерних интелектуалних ментора, пост-структуралистички филозофи Жак Дерида и Мишел Фуко, Саид је био фасциниран како људи западног света доживљавају народе и ствари из другачије културе, и то под утицајем друштва, политике, и снаге књижевности, стога је Едвард В. Саид оснивачки интелектуалац постколонијалне критике. Иако је критика оријентализма као његов културни допринос посебно важна, то је критичка интерпретација дела Џозефа Конрада, Џејн Остин, Радјарда Киплинга, Вилијама Батлер Јејтса, и других писаца, који су били утицајни научници који основали његов интелектуални углед.

### Оријентализам
Саид је најпознатији по свом опису и анализи Оријентализма као извору нетачног културног представништава који је темељ западне мисли ка Блиском истоку, како Запад види и представља Исток. Теза Оријентализам је постојање „суптилних и упорних евроцентричних предрасуда против арапско - исламских народа и њихове културе,“ која проистиче из западне културе са дугом традицијом лажних и романтичних свиђења Азије, уопште, и на Блиски исток, посебно. Такве перцепције, и последице културних представа, служиоле су, и настављају да служе, као имплицитна оправдања за колонијалне и империјалистичке амбиције европских сила и САД исто тако, Саид такође критикује и осуђује политичку и културну лошу праксу режима владајућих арапских елита које су интернализовале лажне, романтизиране представе о арапској култури које су осмислили и утврдили англо - амерички оријенталисти :
| „ | Што се тиче САД, то је само благо претеривање рећи да се муслимани и Арапи у суштини виде или као добављачи нафте или потенцијални терористи. Мали део арапске културе и страст арапско-муслиманског живота је ушао у свест чак оних људи чија је професија да надгледа арапски свет. Оно што имамо, уместо тога, је серија сирове карикатуре исламског света представљен на такав начин да је тај свет осетљив на војне агресије. | ” |

У књизи Оријентализм, Саид тврди да је доста западних проучавања исламске цивилизације више био је политички интелектуализам намењен за европско самопотврђивање, него за објективну интелектуалну истрагу и академско проучавање источних култура. Дакле, оријентализам функционише као метод практичное, културне дискриминације примењујући се као средство империјалистичке доминације, производећи тврдњу да западни оријенталисти знају више о Оријенту него оријенталци. Саид тврди да је историја европске колонијалне владавине, и последичне политичке доминације над цивилизацијама Истока, искривљује писање чак најпаметнијих, добронамерних, и културно наклоњених западних оријенталиста, чиме је термин „оријентализам“ изречен у погрдном значењу:
Оријентализам закључује да западно писање о Оријенту га приказује као ирационалне, слабе и феминизиране друге, у потпуној супротности са рационалним, јаким и мачо Западом. Овај бинарни однос произилази из европске психолошке потребе да створи разлику у културној неједнакости између Запада и Истока; да се културна разлика приписује непоменљивој културној сржи која је својствена оријенталним народима и стварима. Књига Оријентализам је извршила велики интелектуални утицај на академска поља књижевне теорије и студија културе, људске географије и историје, као и на оријенталне студије.

### Одговор наОријентализам
Када је изашла књига Оријентализам (1978) је изазвала много теоријске критике њеног рада и теза, као и личну полемику о Едварду Саиду, као аутору и човеку.
Критика оријенталиста, као што су Алберт Хурани, Роберт Грејм Ирвин, Ники Кеди, Бернард Луис и Канан Макија, односе се на речи историчарке Ники Кеди да је Оријентализам изазвао „неке несрећне последице“ на перцепцију и статус њихових студија.
У књизи Приступ историји Блиског истока, историчарка Кеди је рекла да као критичка теорија, Саидов рад на Оријентализму има:

Штавише, англо-амерички оријенталиста Бернард Луис је био противник, посебно са тезом оријентализма, где је Саид идентификује Луиса као:
Луис је одговорио да Саидове карактеризације његовог рада као политичке пропаганде, и њега као анти-интелектуалца, са критичким есејима о Саиду као академцу, и његових радова; Луису су се касније придружили његовим критикама Саида научниц Максим Родинсон, Жак Беркуе, Малколм Кер, Аиџаз Ахмад и Вилијам Монтгомери Ват који су рекли да је Оријентализам(1978) погрешан исказ западне студије о „Оријенту“.
Саид је осетио последице као политички-милитантн, јавни интелектуалац 1985. године: по Саиду, јеврејска лига одбране поредила је Саида са нацистом због његовог анти-циоонизма; пироман му је запалио канцеларију на Универзитету Колумбија; он и његова породица су више пута били мета претњама смрћу.

## Утицај
Едвард Саид је био харизматичан интелектуалац и нешто као „интелектуални Суперстар“ у Америци. Његова област истраживања укључује књижевну теорију и упоредну књижевност, историју и политичку анализу, културну и музичку критику, као и друге области. Оријентализам се показао као интелектуални документ од кључног значаја за област пост-колонијалне студије, његова теза се сматра као историјска чињеница, истините, тачне, а посебно у вези са културном представом „оријенталаца“ и Оријента у медијима масовне комуникације Запада. Ипак, Саидове присталице су признали да у поређењу са немачким оријенталистичким студијама, обим оријентализма је ограничен. Упркос томе, у часопису „Orientalism Reconsidered“ (1985), Саид је рекао да миједан противник није пружио суштинско образложење за тврдњу да недостатак разговора о немачким оријенталистима нужно ограничава научну вредност и практичну примену тезе. Осим тога, у поговору за издање Оријентализма (1995), Саид оповргва критике Бернарда Луиса против првог издања књиге (1978).
Поред тога, његови критичари и присталице признају трансформативни утицај Оријентализма на студије у хуманистичким наукама - први тврде да интелектуално ограничавајуће утиче на научнике, док други кажу да је интелектуално ослобађајући утицај на научнике. Пост-колонијалне студије, чији је Саид интелектуални оснивач, је плодна и напредна област интелектуалног истраживања која помаже да се објасни пост-колонијалнзам свету, њен народ и њихово незадовољство. Отуда континуирана испитивачка валидност и аналитичка ефикасност критичних предлога представљених у Оријентализму (1978), а посебно у области Блискоисточних студија.
Саидова студија остаје критички значајна и интелектуално релевантна у области књижевне критике и културологије, а посебно на научнике који студирају о Индији, као што су Гиан Пракаш („Writing Post-Orientalist Histories of the Third World: Perspectives from Indian Historiography“, 1990), Николас Диркс („Castes of Mind“, 2001), и Роналд Инден („Imagining India“, 1990).

## Политика

### Про-палестински активизам
Саид је постао политички активан 1967. године, како би се супротставио стереотипним тумачењима са којима медији САД објашњавају арапско-израелски рат. Његово дело Портрет Арапа („The Arab Portrayed“ 1968) је есеј у коме је описао виђење о Арапима, као што су представљени у новинарству и неким врстама студија, које он осећа да имају за циљ да избегну конкретну расправу о историјским и културним реалностима народа који су на Блиском истоку. Од тада, он је учествао у политичким и дипломатским напорима за успостављање палестинске државе.
Од 1977 до 1991, Саид је независни члан палестинског националног савета (ПНС). Године 1988, он је био заговорник за решење „две државе“ израелско-палестинског сукоба (1948), а гласао је за оснивање државе Палестине на састанку палестинског националног савета у Алжиру. Године 1993, Саид напушта чланство у ПНС-у у знак протеста због политике која је довеле до потписивања споразума у Ослу, јер је мислио да су договорени услови неприхватљиви, и зато што су били одбачени на конференцији у Мадриду 1991. Посебно проблематично за Саида је његово веровање да је Јасер Арафат изневерио право на повратак палестинских избеглица да се врате у своје куће и имања у зеленој линији територије Израела пре 1967.; и да је Арафат игнорисао растуће политичке претње израелских насеља осниваних на окупираним територијама од освајања Палестине 1967. године. До 1995, као одговор на Саидове политичке критике, Палестинска управа забранила је продају Саидових књига. Међутим, односи су побољшани када Саид јавно похвалио Јасера Арафата за одбијање понуде премијера Ехуда Барака на блискоисточном мировном самиту у Камп Дејвиду (2000) у САД.
У есеју „Ционизам са становишта његових жртава“ (1979), Едвард Саид се залагао у корист политичког легитимитета и филозофске аутентичности ционистичког потраживања и права на јеврејску домовину; и право на национално самоопредељење палестинског народа. Саидове књиге о питањима Израела и Палестине укључују књиге: „Питање Палестине“ (The Question of Palestine, 1979), „Политика лишавања“ (The Politics of Dispossession 1994), и Крај процеса мира (The End of the Peace Process 2000). Године 1998, за Би-Би-Си, Саид је снимио У потрази за Палестином (1998), документарни филм о палестинској прошлости и палестинској садашњости. Са својим сином, Саид се вратио у Палестину да се супротстави „израелској неправди“. Упркос друштвеном и културном престижу који ужива Би-Би-Си-јева биоскопска производња, овај документарни филм није емитован од стране телевизијских компанија у САД-у.
Године 2003, Хајдар Абдел Шафи, Ибрахим Дакак, Мустафа Баргути и Едвард Саид успоставили су независну политичку организацију Ал-Мубадара (Палестинска ационална иницијатива), на челу са Баргутијем, да буде реформистичка и демократска алтернатива уобичајеном двопартијском систему Палестине, као алтернативу екстремној политици социјалдемократске организације Фатаха и исламистичког Хамаса.